# Sargus matilei
Sargus matilei är en tvåvingeart som först beskrevs av Lindner 1979.  Sargus matilei ingår i släktet Sargus och familjen vapenflugor. Inga underarter finns listade i Catalogue of Life.